# آدم هيندرشوت
آدم هيندرشوت (بالإنجليزية: Adam Hendershott)‏ هو مصور وممثل أمريكي، ولد في 6 يونيو 1983 في الولايات المتحدة.

## أعمال

### أفلام
- (2007) سيدني وايت

## وصلات خارجية
- آدم هيندرشوت على موقع IMDb (الإنجليزية)
- آدم هيندرشوت على موقع ألو سيني (الفرنسية)
- آدم هيندرشوت على موقع أول موفي (الإنجليزية)
- آدم هيندرشوت على موقع قاعدة بيانات الفيلم (الإنجليزية)
- آدم هيندرشوت على موقع كينوبويسك (الروسية)